# Самптер, Тика
Тика Самптер (англ. Tika Sumpter; род. 20 июня 1980, Куинс, Нью-Йорк) — американская фотомодель и актриса.

## Биография
Самптер родилась и выросла в Нью-Йорке и начала свою актёрскую карьеру в семнадцатилетнем возрасте, после нескольких лет работы фотомоделью.
В 2005 году Самптер получила роль Лейлы Уильямсон в дневной мыльной опере «Одна жизнь, чтобы жить». Она была регулярным актёром вплоть до июля 2010 года, а в январе 2011 года кратко вернулась в шоу в качестве приглашенной звезды. Она ушла из шоу после нескольких предложений на роли в прайм-тайм и кино. Вскоре она появилась в фильмах «Сколько у тебя?» и «Думай как мужчина», а также снялась вместе с Уитни Хьюстон в мюзикле «Спаркл».
На телевидении у Самптер была второстепенная роль в сериале «Сплетница» в 2011 году, а после в сериале «Игра». В 2013 году она начала играть ведущую роль Кэндис Янг в прайм-тайм мыльной опере Oprah Winfrey Network «Имущие и неимущие». Хотя сериал получил негативные отзывы, он нашёл существенный рейтинговый успех, будучи самой успешной программой канала и топ-шоу по вторникам на кабельном телевидении.
У Тики есть дочь — Элла-Лорен (род.08.10.2016).
В 2014 году Самптер сыграла главную женскую роль в фильме «Совместная поездка» вместе с Ice Cube. Также в 2014 году она сыграла певицу Айвонн Фэйр в биографическом фильме «Джеймс Браун: Путь наверх». В следующем году она снялась с Куин Латифа, Мо’Ник и Ханди Александер в фильме HBO «Бесси». Позже она сыграла Мишель Обама в биографическом фильме «Саутсайд с тобой» о начале её отношений с Бараком Обамой.

## Фильмография

### Фильмы
| Год  | Название на русском               | Название на английском     | Роль                  | Примечания          |
| ---- | --------------------------------- | -------------------------- | --------------------- | ------------------- |
| 2009 | Бруклинские полицейские           | Brooklyn’s Finest          | Соседка               | Не указана в титрах |
| 2010 | Братство танца: Возвращение домой | Stomp the Yard: Homecoming | Никки                 |                     |
| 2010 | Солт                              | Salt                       | Front deskwoman       |                     |
| 2011 |                                   | Whisper Me a Lullaby       | Эмма                  |                     |
| 2011 | Сколько у тебя?                   | What’s Your Number?        | Джейми                |                     |
| 2012 | Думай как мужчина                 | Think Like a Man           | Бывшая Доминика       |                     |
| 2012 | Спаркл                            | Sparkle                    | Долорес «Ди» Андерсон |                     |
| 2013 | Рождество Мэдеи                   | A Madea Christmas          | Лейси                 |                     |
| 2014 | Совместная поездка                | Ride Along                 | Анджела Пэйтон        |                     |
| 2014 | Мой мужчина — неудачник           | My Man Is a Loser          | Кларисса              |                     |
| 2014 | Джеймс Браун: Путь наверх         | Get On Up                  | Айвонн Фэйр           |                     |
| 2015 | Бесси                             | Bessie                     | Люсиль                | Телевизионный фильм |
| 2016 | Миссия в Майами                   | Ride Along 2               | Анджела Пэйтон        |                     |
| 2016 | Саутсайд с тобой                  | Southside with You         | Мишель Робинсон Обама |                     |
| 2020 | Соник в кино                      | Sonic the Hedgehog         | Мэдди Ваковски        |                     |
| 2022 | Соник 2 в кино                    | Sonic the Hedgehog 2       | Мэдди Ваковски        |                     |
| 2024 | Соник 3 в кино                    | Sonic the Hedgehog 3       | Мэдди Ваковски        |                     |

### Телевидение
| Год       | Название на русском                 | Название на английском            | Роль            | Примечания                                                                                              |
| --------- | ----------------------------------- | --------------------------------- | --------------- | --- |
| 2004—2005 |                                     | Best Friend’s Date                |                 | Ведущая                                                                                                 |
| 2006—2011 | Одна жизнь, чтобы жить              | One Life to Live                  | Лейла Уильямсон | Регулярная роль, 237 эпизодов Номинация—NAACP Image Award за лучшую женскую роль в дневной драме (2008) |
| 2006      | Закон и порядок: Специальный корпус | Law & Order: Special Victims Unit | Вегас           | Эпизод: «Class»                                                                                         |
| 2011      | Сплетница                           | Gossip Girl                       | Рейна Торп      | 11 эпизодов                                                                                             |
| 2011—2012 | Игра                                | The Game                          | Jenna Rice      | 10 эпизодов                                                                                             |
| 2013      | Быть Мэри Джейн                     | Being Mary Jane                   | Тоня            | Эпизод: «Pilot»                                                                                         |
| 2013—2021 | Имущие и неимущие                   | The Haves and the Have Nots       | Кэндис Янг      | Регулярная роль                                                                                         |
| 2024      | Наклз                               | Knuckles                          | Мэдди Ваковски  | 1 серия                                                                                                 |